# Gội dịu
Gội dịu hay ngâu dịu (danh pháp khoa học: Aglaia edulis) là một loài thực vật thuộc họ Meliaceae. Loài này có ở Bhutan, Campuchia, Trung Quốc, Ấn Độ, Indonesia, Malaysia, Myanmar, Philippines, Thái Lan, và Việt Nam.